# Controllo dell'orgasmo
L'edging, chiamato anche orgasmo esteso, orgasmo controllato, è una pratica sessuale che consiste nel prolungare il piacere e l'eccitazione sessuale senza raggiungere l'orgasmo o ritardarlo il più possibile. Il termine deriva dall'inglese edge, che in italiano significa bordo o confine, che sta proprio a significare il raggiungimento del limite.